# Kenan Hasagić
Kenan Hasagic (n. 1 de febrero de 1980 (45 años) Kakanj) es un futbolista bosnio que juega de portero.
Su carrera futbolística comenzó en su ciudad natal con la local FK Rudar de la primera Liga de Bosnia y Herzegovina. A la edad de 16 años, hizo su debut en un partido de primera división. Fue el portero más prometedor en Bosnia-Herzegovina, que jugó para las selecciones júnior y luego fue transferido a Austria al Vorwärts Steyr. Después de eso, él era un miembro de la Altay SK en Turquía, pero en realidad nunca consiguió un equipo de fútbol de primera. Volvió a Bosnia y jugó para Bosna Visoko. En 2003, firmó un contrato con FK Željezničar Se ha encontrado una buena forma allí e incluso se convirtió en portero de primera elección para la Selección de fútbol de Bosnia y Herzegovina. En las temporadas 2004/2005, se trasladó a Turquía una vez más en que fichó para la Liga turca, en Gaziantepspor. Fichó por el Istanbul Buyuksehir Belediyespor.
Hizo su debut con el equipo nacional el 12 de febrero de 2003, en un juego entre Gales y Bosnia-Herzegovina, que terminó en un empate 2-2.

## Vida personal
En 1998, Hasagic conoció a su esposa, Dijana, en Jablanica. Se casaron en 2000. Tienen tres hijas juntos: Ilda, Iman y Inam. Y el 27 de diciembre de 2009, Hasagic confirmó que se divorció de su esposa después de 9 años de matrimonio. 